# Rixt Meijer
Rixt Meijer (21 februari 1982) is een Nederlands langebaanschaatsster die gespecialiseerd is in het allround schaatsen. Zij traint bij het Gewest Friesland.
Haar eerste top-10 plaats bij een senioren NK was bij het NK allround 2002 waar ze debuteerde met een verrassende 8e plaats. Deze prestatie wist ze echter tot aan 2011 niet te overtreffen. Bij de NK afstanden 2010 reed ze de 1500m en 3000m, waarop ze respectievelijk 17e en 16e werd. In 2015 zette Meijer een punt achter haar carrière.Op 21 januari 2019 wint zij de marathon van Haaksbergen.

## Persoonlijke records
| Afstand    | Tijd    | Datum            | Baan       |
| ---------- | ------- | ---------------- | ---------- |
| 500 meter  | 40,69   | 27 december 2010 | Heerenveen |
| 1000 meter | 1.20,05 | 1 november 2010  | Heerenveen |
| 1500 meter | 2.02,24 | 29 december 2010 | Heerenveen |
| 3000 meter | 4.09,92 | 1 november 2014  | Heerenveen |
| 5000 meter | 7.05,87 | 2 november 2014  | Heerenveen |

## Resultaten
| Jaar      | NK Afstanden                  | NK Allround |
| --------- | ----------------------------- | ----------- |
| 2002      |                               | 8e          |
| 2003      | -                             | -           |
| 2004      |                               | NC13        |
| 2005-2007 | -                             | -           |
| 2008      |                               | NC17        |
| 2009      |                               | NC17        |
| 2010      | 17e 1500m 16e 3000m           | NC16        |
| 2011      | 20e 1000m 17e 1500m 15e 3000m | 7e          |
| 2012      | 11e 3000m 6e 5000m            |             |